# Liste von Persönlichkeiten der Stadt Greater Sudbury
Diese Liste zählt Personen auf, die in der kanadischen Stadt Greater Sudbury, bzw. in den Vorgängergemeinden, geboren wurden oder für das öffentliche bzw. kulturelle Leben der Stadt eine besondere Bedeutung besitzen.

## Söhne und Töchter der Stadt Greater Sudbury
Folgende Persönlichkeiten sind in Greater Sudbury geboren. Die Auflistung erfolgt chronologisch nach Geburtsjahr.

### 19. Jahrhundert
- Olivier Guimond (1893–1954), Schauspieler und Komiker

### 20. Jahrhundert

#### 1901–1920
- Larry Aurie (1905–1952), Eishockeyspieler
- Jimmy Davidson (1908–1978), Bandleader, Jazzkornettist und -sänger
- Hector „Toe“ Blake (1912–1993), Eishockeyspieler und -trainer

#### 1921–1940
- Paul Desmarais (1927–2013), Unternehmer
- George „Chief“ Armstrong (1930–2021), Eishockeyspieler und -trainer
- Roy Pella (* 1930), Diskuswerfer
- Al Arbour (1932–2015), Eishockeytrainer
- Judy Erola (* 1934), Unternehmerin und Politikerin
- Eddie Shack (1937–2020), Eishockeyspieler
- Doug Lennox (1938–2015), Schauspieler, Radiomoderator und Buchautor
- Eddie Giacomin (* 1939), Eishockeytorwart
- Alex Trebek (1940–2020), kanadisch-US-amerikanischer Fernsehmoderator (Jeopardy! 1984 bis 2020)

#### 1941–1960
- Bryan Campbell (* 1944), Eishockeyspieler
- Wayne Carleton (* 1946), Eishockeyspieler
- Gary Croteau (* 1946), Eishockeyspieler
- Anne Ditchburn (* 1949), Tänzerin, Choreografin und Filmschauspielerin
- Jack Egers (1949–2021), Eishockeyspieler
- Jean-Guy Proulx (* 1949), Organist und Musikpädagoge
- Floyd Thomson (* 1949), Eishockeyspieler
- Ronald Peter Fabbro (* 1950), Bischof von London (Ontario)
- Dave Fortier (* 1951), Eishockeyspieler
- Doug Mason (* 1955), Eishockeytrainer
- Robert Bourgon (1956), emeritierter römisch-katholischer Bischof
- Grant Mulvey (* 1956), Eishockeyspieler, -trainer und -funktionär
- Frank Jonik (1957–2019), Snookerspieler
- Mike Gillis (* 1958), Eishockeyspieler, -trainer und -funktionär
- Paul Mulvey (* 1958), Eishockeyspieler
- Al Secord (* 1958), Eishockeyspieler
- Mike Foligno (* 1959), Eishockeyspieler und -trainer
- Gary Trevisiol (* 1959), Radrennfahrer

#### 1961–1980
- Kevin LaVallée (* 1961), Eishockeyspieler
- Alex Baumann (* 1964), Schwimmer und olympischer Goldmedaillengewinner (1984)
- Dave Lowry (* 1965), Eishockeyspieler und -trainer
- Darren Derochie (* 1966), Skilangläufer
- Kelley Armstrong (* 1968), Phantastik-Autorin
- Richard Shulmistra (* 1971), Eishockeytorwart
- Andrew Brunette (* 1973), Eishockeyspieler
- Drew Bannister (* 1974), Eishockeyspieler und -trainer
- Aaron Gavey (* 1974), Eishockeyspieler
- Todd Bertuzzi (* 1975), Eishockeyspieler
- Brigitte Kingsley (* 1976), Schauspielerin, Filmproduzentin und Drehbuchautorin
- Sean Blanchard (* 1978), Eishockeyspieler

#### 1981–2000
- Jeffrey Buttle (* 1982), Eiskunstläufer
- Devon Kershaw (* 1982), Skilangläufer
- Tessa Bonhomme (* 1985), Eishockeyspielerin
- Rebecca Johnston (* 1989), Eishockeyspielerin
- Ryan Johnston (* 1992), Eishockeyspieler
- Cloé Lacasse (* 1993), kanadisch-isländische Fußballspielerin
- Michael McCue (* 1993), Squashspieler
- Tyler Bertuzzi (* 1995), Eishockeyspieler

## Personen mit Beziehung zur Stadt Greater Sudbury
Folgende Persönlichkeiten sind nicht in Greater Sudbury geboren, haben oder hatten aber für das öffentliche bzw. kulturelle Leben der Stadt eine besondere Bedeutung.
- DougFrith (1945–2009), Politiker
- Michael Persinger (1945–2018), Psychologieprofessor an der Laurentian University
- Ovide Mercredi (* 1946), Kanzler des University College of the North